# Teresa Bloomingdale
Teresa Bloomingdale (* 26. Juli 1930 in Saint Joseph, Missouri, USA als Teresa Burrows; † 6. April 2000) war eine US-amerikanische Schriftstellerin. 
Bloomingdale wurde als Tochter des Journalisten Arthur Burrows und seiner Frau Helen Cooney Burrows in Saint Joseph, Missouri geboren. Sie besuchte das Duchesne College in Omaha und heiratete 1955 den Anwalt A. Lee Bloomingdale. In den folgenden zwölf Jahren brachte Bloomingdale zehn Kinder zur Welt. Im Alter von 42 Jahren begann sie zu schreiben. Bloomingdale schrieb heitere, autobiografische Romane über den Alltag als Mutter von zehn Kindern. Neben ihrer Tätigkeit als Schriftstellerin arbeitete sie auch für verschiedene Zeitungen, wie die Omaha Sun, den The Omaha World Herald oder für Our Sunday Visitor.

## Veröffentlichungen (Auswahl)
- 10 Paar Socken auf der Leine, Paul Zsolnay Verlag, Wien, Hamburg, 1983
- Kinder, Kinder, Zsolnay, Wien, Hamburg, 1984
- Wie geht es dir? Mir geht es gut das ist die Hauptsache!, Zsolnay, Wien, Hamburg, 1985
- Mutter ohne Furcht und Tadel, Zsolnay, Wien, Hamburg, 1986
- Eigentlich hatte ich etwas ganz anderes vor, Deutscher Taschenbuch Verlag, München, 1995
- Zehn Kinder und mein windelweiches Glück, ECON, 1997